# Cserénfa
Cserénfa ist eine ungarische Gemeinde im Kreis Kaposvár im Komitat Somogy.